# スポンディロセラピー
スポンディロセラピー（英: spondylotherapy）とは、オステオパシー、カイロプラクティックと並び称されていた、アメリカ三大手技療法の一つ。1910年、アメリカの医師アルバート・エブラムにより発表された。冷却や器具による叩打など、体表からの刺激により脊髄神経に反射を起こし、内臓器官の働きをコントロールすることを目的としている。
現在ではスポンディロセラピーそのものは衰退しているが、日本においては1917年に兒玉林平により脊髄反射的療法として紹介され、整体、指圧、身体均整法などにその理論が取り入れられている。